# Dobrá Voda u Hořic
Dobrá Voda u Hořic település Csehországban, a Jičíni járásban. Dobrá Voda u Hořic Milovice u Hořic, Bílsko u Hořic, Třebnouševes, Bašnice, Holovousy, Hořice, Lískovice és Ostroměř településekkel határos. Lakosainak száma 596 fő (2024. január 1.).

## Népesség
A település lakosságának változását az alábbi diagram mutatja:
| Lakosok száma | 591  | 774  | 725  | 533  | 542  | 512  | 577  | 576  | 583  | 596  |
|               | 1869 | 1890 | 1921 | 1950 | 1980 | 2001 | 2017 | 2019 | 2022 | 2024 |